# Turm des Schreckens
Turm des Schreckens (Originaltitel: The Deadly Tower) ist ein US-amerikanisches Filmdrama von Jerry Jameson aus dem Jahr 1975 auf der Grundlage wahrer Begebenheiten. Es zeigt den Amoklauf des ehemaligen Marineinfanteristen Charles Joseph Whitman, der am 1. August 1966 vom Turm der University of Texas aus mehrere Menschen erschoss oder verletzte, ehe ihn die Polizei tötete.

## Handlung
Der Architekturstudent und ehemalige Marineinfanterist Charles Whitman leidet seit einiger Zeit an schrecklichen Ängsten und Kopfschmerzen, verbunden mit einem plötzlichen Drang, gewalttätig zu werden. Eine Behandlung bei einem Psychiater hat ihm nicht geholfen. Eines Nachts beginnt Whitman einen blutigen Amoklauf. Zuerst tötet er seine Mutter, dann seine von der Arbeit heimkehrende Ehefrau, kauft sich ein Waffenarsenal und betritt damit die Aussichtsplattform des Universitätsturmes von Austin, Texas. Dort tötet er zuerst zwei Touristen und eröffnet anschließend das Feuer auf Passanten und Autofahrer. Die örtliche Polizei ist dem Heckenschützen taktisch und waffentechnisch nicht gewachsen, auch der Versuch, ihn von einem Flugzeug aus zu treffen, scheitert. Inzwischen haben auch mehrere Einwohner zu den Waffen gegriffen und liefern sich zusammen mit der Polizei ein heftiges Gefecht mit dem Täter.
Zwei Polizisten und einem ehemaligen Soldaten gelingt es schließlich, auf die Aussichtsplattform vorzudringen und Whitman zu erschießen.